# Akvarium (album)
 For alternative betydninger, se Akvarium (flertydig). (Se også artikler, som begynder med Akvarium)
Akvarium er det femtende studiealbum af den danske sangerinde og sangskriver Anne Linnet, der blev udgivet den 15. oktober 2007 på Columbia Records og Sony BMG. Titelsangen, som albummet er opkaldt efter, handler ifølge Anne Linnet om at udstille sig selv: "Måden, der bliver bygget på, har ændret sig. Nu vil man gerne have så meget lys ind som overhovedet mulig med store glasfacader. Måske det med tiden vil påvirke, hvad vi synes er privat". Albummet er produceret af sangerindens ældste søn Marcus, da Anne Linnet ville have "en lyd, der pegede fremad".
Albummet solgte 4200 eksemplarer i den første uge, og debuterede på andenpladsen af hitlisten. Den efterfølgende uge opnåede albummet en førsteplads, hvilket var første gang siden 1989-albummet Min sang. I december 2007 modtog albummet platin for 30.000 solgte eksemplarer. Ved Danish Music Awards 2008 modtog albummet prisen for Årets danske voxpop udgivelse.

## Spor
Alt tekst skrevet af Anne Linnet. 
| #   | Titel                           | Musik                    | Længde |
| --- | ------------------------------- | ------------------------ | ------ |
| 1.  | "Kongens København (Morgen)"    | Anne Linnet              | 2:57   |
| 2.  | "Hva' har du set"               | A. Linnet                | 4:42   |
| 3.  | "Akvarium"                      | A. Linnet, Marcus Linnet | 3:58   |
| 4.  | "Solen og månen"                | A. Linnet                | 4:03   |
| 5.  | "Ok"                            | A. Linnet                | 3:49   |
| 6.  | "Byen ånder"                    | A. Linnet, M. Linnet     | 3:47   |
| 7.  | "Fodspor"                       | A. Linnet                | 4:03   |
| 8.  | "Jeg ka' ikk' sig' nej til dig" | A. Linnet, M. Linnet     | 3:02   |
| 9.  | "Poesi"                         | A. Linnet                | 4:21   |
| 10. | "Blå luft"                      | A. Linnet, M. Linnet     | 3:30   |
| 11. | "En by i solen"                 | A. Linnet                | 4:24   |
| 12. | "Kongens København (Aften)"     | A. Linnet                | 4:50   |